# Visa pour Hong Kong
Pour plus de détails, voir Fiche technique et Distribution.
Visa pour Hong Kong (titre original : Ferry to Hong Kong) est un film britannique de Lewis Gilbert sorti en 1959.

## Synopsis
Mark Conrad fut autrefois un flamboyant aventurier. Aujourd'hui, sombré dans l'alcoolisme, il passe son temps à déclencher des bagarres sur le port de Hong Kong et à se faire arrêter par les autorités locales. Il se retrouve alors à bord du ferry commandé par le capitaine Hart. Immédiatement, une mésentente se crée entre les deux hommes. Ses visas étant réfutés, il ne peut plus débarquer ni à Hong Kong ni à Macao et se retrouve donc coincé sur le ferry. Réputé pour son don d'humilier ses semblables, Hart en fait profiter Conrad qui lui retrouve goût à la vie auprès de la jolie Liz. Un typhon puis une attaque de pirates démontrent cependant l'inefficacité de Hart et le courage de Conrad, ce dernier retrouvant dès lors sa dignité...

## Fiche technique
- Titre original : Ferry to Hong Kong
- Réalisation : Lewis Gilbert
- Scénario : Lewis Gilbert et Vernon Harris d'après le roman Ferry to Hong Kong de Max Catto
- Dialogues : John Mortimer
- Directeur de la photographie : Otto Heller
- Montage : Peter Hunt
- Musique : Kenneth V. Jones
- Décors : John Stoll
- Production : George Maynard
- Genre : Film d'aventure
- Pays :  Royaume-Uni
- Durée : 112 minutes
- Date de sortie :
  -  Royaume-Uni : 2 juillet 1959 (Londres)
  -  France : 30 mars 1960
- Affiche : Jean Mascii (France)

## Distribution
- Curd Jürgens (VF : Lui-même) : Mark Bertram Conrad
- Orson Welles (VF : Yves Brainville) : le capitaine Cecil Hart
- Sylvia Syms (VF : Arlette Thomas) : Liz Ferrers
- Jeremy Spenser (VF : Amidou) : 1er officier Miguel Henriques
- Noel Purcell (VF : Jacques Berlioz) : Joe Skinner, l'officier mécanicien
- Margaret Withers (VF : Marie Francey) : Miss Carter
- John Wallace : l'inspecteur de Police
- Roy Chiao (VF : Bernard Noël) : Johnny Sing-Up (Johnny la Romance en VF)
- Shelley Shen (VF : Jean Berton) : Foo Soo
- Louis Seto : Tommy Cheng
- Milton Reid (VF : Marcel Painvin) : Yen, le partenaire de Johnny
- Ronald Decent (VF : Albert Augier) : le capitaine portugais à Macao
- Don Carlos (VF : Pierre Asso) : l'archidiacre
- Nick Kendall : le second inspecteur de Police
- Kwan-San Lam : le 1er guardien